# Зеи, Алки
Ангелики (Алки) Зеи (греч. Αγγελική (Άλκη) Ζέη; 15 декабря 1923, Афины — 27 февраля 2020) — греческая писательница и драматург, автор повестей и рассказов для детей и взрослых.
Командор ордена искусств и литературы.

## Биография
Родилась 15 декабря 1923 года в Афинах.
Её отец Зинон Зеис (Ζήνων Ζέης) работал банковским служащим. Он вырос на Крите, но свою родословную вел с острова Андрос, в то время как её мать Элли была уроженкой острова Самос, но свои детские годы провела в Смирне. Свое детство Алки Зеи провела на Самосе со своей старшей сестрой, в то время как их мать лечилась от туберкулеза в санатории, расположенном на горе Парнис к северу от Афин. Вернувшись в Афины с семьей в 1937 году, Алки начала учиться в частной Ионической школе, в которой познакомилась со своей подругой Георгией Сариваксевани Каракоста, позднее ставшей писательницей Жорж Сари. Три старших класса средней школы Алки Зеи окончила в частной школе Мины Аидонопулу (Μίνα Αηδονοπούλου, 1885—1958). Первые шаги на литературном поприще Алки Зеи помогла сделать писательница Дидо Сотириу — жена её дяди Платона Сотириу (Πλάτων Σωτηρίου). Ещё будучи ученицей школы Аидонопулу, Алки принимала участие в деятельности кукольной труппы театральной студии под руководством Элени Теохари-Пераки (Ελένη Θεοχάρη-Περάκη, 1916—1985). Тогда она начала писать пьесы для кукольного театра. Один из её персонажей, созданных в то время, — «Тухлый» («ο Κλούβιος»), стал впоследствии главным героем кукольного театра Афин «Барба-Митусис».
Окончила философский факультет Афинского университета и драматический факультет Афинской консерватории. Вышла замуж за театрального писателя и режиссёра Георгиоса Севастикоглу. Муж, участник Греческого сопротивления, а затем гражданской войны в Греции 1946—1949 годов покинул страну в 1949 году вместе с частями Демократической армии и нашёл политическое убежище в Советском Союзе. Алки Зеи также покинула страну, чтобы соединиться с мужем. Первоначально прожила некоторое время в Италии, где училась у Эдуардо де Филиппо. Об этом периоде своей жизни она написала позже в Москве очерк «Мой учитель Эдуардо де Филиппо». В 1954 году через Францию ей удалось уехать в СССР. Прожив недолго в Ташкенте, Зеи вместе с мужем переехала в Москву, где окончила Всероссийский государственный университет кинематографии имени С. А. Герасимова, режиссёрский факультет.
В 1964 году вернулась с семьёй в Грецию.
Позже продолжила писать, опубликовав ряд рассказов в журнале «Молодёжный Голос», в редакции которого состояли Мариос Плоритис, Тасос Лигнадис, Костис Скалиорас.
В греческой литературе впервые появилась в 1963 году, ещё до возвращения в страну, с романом «Леопард за стеклом», который стал этапом в греческой детской литературе, поскольку впервые посвящал несовершеннолетнего читателя в политическую проблематику. Это был исторический роман, действие которого происходило в годы диктатуры генерала Метаксаса.
С установлением военной диктатуры в 1967 году вновь покинула страну, оставшись жить в Париже.
В 1971 году Зеи написала книгу «Большая прогулка Петроса» (Μεγάλος Περίπατος του Πέτρου), на этот раз действие происходило в годы оккупации и освобождения.
Существенным в её исторических романах является то что они не являются простым описанием исторических событий, но замешаны на автобиографических элементах её героев.
Как пьеса книга «Большая прогулка Петроса» была переведена на несколько языков и шла под названием «Война Петроса».
Её «Леопард за стеклом» был также в программе учеников французских школ.
Действие романа «Топот ног дракона» исторически происходит в дореволюционной России, но в нём есть ссылки на события диктатуры Метаксаса в Греции, а также восстание в Афинском Политехническом университете в 1973 году. В этом романе писательница показывает универсальность определённых исторических ситуаций и идей, которые касаются свободы, демократии, сопротивления. Она создает это путём отмены границ времени и места, сделав текст доступным для любой историко-культурной среды. То же самое относится и к другим её историческим романам («Леопард за стеклом» и «Большая прогулка Петроса»). Все эти три книги были удостоены премии «Милдред Батчелдер» (l970, l974, 1980), которые были вручены Ассоциацией библиотечного обслуживания детей (ALSC) в США как лучшие переведенные на английский зарубежные книги.
Вместе с писательницей Жорж Сари, с которой она была знакома со школьных лет, Зеи ввела новый принцип в детском и юношеском романе как с точки зрения автобиографического стиля, так и введения политического, общественного и исторического элементов в жанр.
В 2010 году Алки Зеи награждена Афинской академией.
В сентябре 2015 года была награждена французским Орденом искусств и литературы (командор).

## Работы
- Дядя Платон (Ο θείος Πλάτων)
- Возле рельс (Κοντά στις ράγες)
- «Ботинки и туфли» (Αρβυλά κια καιγόβες)
- Одно апрельское воскресение (Μια Κυριακή του Απρίλη)
- Обувь Ганнибала (Τα παπούτσια του Αννίβα)
- Невеста Ахилелеса (для взрослых)(Η αρραβωνιαστικιά του Αχιλλέα (για ενηλίκους))
- Фиолетовый зонтик (Η μωβ ομπρέλα)
- Алиса в стране мрамора (Η Αλίκη στη χώρα των μαρμάρων))
- Константина и её пауки (Η Κωνσταντίνα και οι αράχνες της)
- Лжец дедушка (Ψεύτης Παππούς)
- Леопард за стеклом (Το καπλάνι της βιτρίνας)
- Большая прогулка Петроса (Ο μεγάλος περίπατος του Πέτρου)
- Испанские туфли (Σπανιόλικα Παπούτσια)
- Кошачьи разговоры (Γατοκουβέντες)
- Двенадцатая бабушка и другое… (Η δωδέκατη γιαγιά και άλλα…)
- Молодой голос (Νεανική Φωνή)
- Другие времена, другие дети… (Άλλοι καιροί , άλλα παιδιά…, в соавторстве с Жорж Сари)

## Переводы на русский язык
Русский перевод романа «Леопард за стеклом» впервые был опубликован в 1965 году издательством «Детская литература» под изменённым названием «Наш брат Никос» (перевод И. Подземской). В советский период она ещё дважды переиздавалась в том же издательстве.
В 2016 году издательство «Самокат» выпустило новый перевод этой книги с оригинальным названием «Леопард за стеклом» (перевод Анны Ковалевой). 91-летняя Алки Зеи прилетела в Москву и сама представляла выход этого издания во время 29-й Московской международной книжной выставки-ярмарки.